# Lubieszewo (gmina)
Lubieszewo – dawna gmina wiejska istniejąca przejściowo w 1954 roku w woj. gdańskim (dzisiejsze woj. pomorskie). Siedzibą władz gminy było Lubieszewo.
Gmina Lubieszewo powstała 1 stycznia 1954 w nowo utworzonym powiecie nowodworsko-gdańskim w województwie gdańskim z kilku obrębów katastralnych, wyodrębnionych z:
- gminy Nowy Dwór w powiecie gdańskim (gromady Marynowy i Orłowo);
- gminy Nowy Staw w powiecie malborskim (gromady  Lubieszewo i Tuja);
- gminy Myszewo w powiecie malborskim (gromada Nidowo).

Gmina została zniesiona wraz ze zlikwidowaniem gmin i wprowadzeniem gromad 29 września 1954. Jednostki nie przywrócono w 1973 roku po reaktywowaniu gmin.